# Mittenothamnium subcampaniforme
Mittenothamnium subcampaniforme är en bladmossart som beskrevs av Jules Cardot 1913. Mittenothamnium subcampaniforme ingår i släktet Mittenothamnium och familjen Hypnaceae. Inga underarter finns listade i Catalogue of Life.